# Lijst van Italiaanse ministers van Defensie
Het ministerie van Defensie van de Italiaanse Republiek (Italiaans: Ministero della difesa della Repubblica Italiana) werd opgericht bij het decreet n°17 van het Voorlopig Staatshoofd (Capo Provvisorio dello Stato) op 4 februari 1947, door de samenvoeging van het ministerie van Oorlog, het ministerie van de Militaire Marine en het ministerie van de Luchtmacht.
Het ministerie van Defensie van de Italiaanse Republiek (Italiaans: Ministero della difesa della Repubblica Italiana) werd opgericht bij het decreet n°17 van het Voorlopig Staatshoofd (Capo Provvisorio dello Stato) op 4 februari 1947, door de samenvoeging van het ministerie van Oorlog, het ministerie van de Militaire Marine en het ministerie van de Luchtmacht.

## Lijst van ministers van Defensie
| Naam                       | Partij           | Partij | Begin            | Einde            | Regering(en)           | Regering(en)            |
| -------------------------- | ---------------- | ------ | ---------------- | ---------------- | ---------------------- | ----------------------- |
| Luigi Gasparotto           |                  | PDL    | 4 februari 1947  | 1 juni 1947      |                        | kabinet-De Gasperi III  |
| Mario Cingolani            |                  | DC     | 1 juni 1947      | 15 december 1947 |                        | kabinet-De Gasperi IV   |
| Cipriano Facchinetti       |                  | PRI    | 15 december 1947 | 24 mei 1948      |                        | kabinet-De Gasperi IV   |
| Randolfo Pacciardi         |                  | PRI    | 23 mei 1948      | 14 januari 1950  |                        | kabinet-De Gasperi V    |
| Randolfo Pacciardi         | 27 januari 1950  | PRI    | 19 juli 1951     |                  | kabinet-De Gasperi VI  |                         |
| Randolfo Pacciardi         | 26 juli 1951     | PRI    | 7 juli 1953      |                  | kabinet-De Gasperi VII |                         |
| Giuseppe Codacci Pisanelli |                  | DC     | 16 juli 1953     | 2 augustus 1953  |                        | kabinet-De Gasperi VIII |
| Paolo Emilio Taviani       |                  | DC     | 17 augustus 1953 | 12 augustus 1954 |                        | kabinet-Pella           |
| Paolo Emilio Taviani       | 18 januari 1954  | DC     | 8 februari 1954  |                  | kabinet-Fanfani I      |                         |
| Paolo Emilio Taviani       | 10 februari 1954 | DC     | 2 juli 1955      |                  | kabinet-Scelba         |                         |
| Paolo Emilio Taviani       | 6 juli 1955      | DC     | 15 mei 1957      |                  | kabinet-Segni I        |                         |
| Paolo Emilio Taviani       | 19 mei 1957      | DC     | 1 juli 1958      |                  | kabinet-Zoli           |                         |

## Ministers van Defensie van Italië (1953–heden)
| Minister van Defensie          | Minister van Defensie | Minister van Defensie                  | Ambtstermijn                   | Ambtstermijn      | Partij(en)                    | Premier(s)                       | Kabinet(en)   |
| ------------------------------ | --------------------- | -------------------------------------- | ------------------------------ | ----------------- | ----------------------------- | -------------------------------- | ------------- |
|                                | Paolo Emilio Taviani  | Paolo Emilio Taviani (1912–2001)       | 17 augustus 1953               | 1 juli 1958       | DC                            | Giuseppe Pella (1953–1954)       | Pella         |
| Amintore Fanfani (1954)        | Paolo Emilio Taviani  | Paolo Emilio Taviani (1912–2001)       | 17 augustus 1953               | 1 juli 1958       | DC                            | Fanfani I                        |               |
| Mario Scelba (1954–1955)       | Paolo Emilio Taviani  | Paolo Emilio Taviani (1912–2001)       | 17 augustus 1953               | 1 juli 1958       | DC                            | Scelba                           |               |
| Antonio Segni (1955–1957)      | Paolo Emilio Taviani  | Paolo Emilio Taviani (1912–2001)       | 17 augustus 1953               | 1 juli 1958       | DC                            | Segni I                          |               |
| Adone Zoli (1957–1958)         | Paolo Emilio Taviani  | Paolo Emilio Taviani (1912–2001)       | 17 augustus 1953               | 1 juli 1958       | DC                            | Zoli                             |               |
|                                | Antonio Segni         | Antonio Segni (1891–1972)              | 1 juli 1958                    | 15 februari 1959  | DC                            | Amintore Fanfani (1958–1959)     | Fanfani II    |
|                                | Giulio Andreotti      | Giulio Andreotti (1919–2013)           | 15 februari 1959               | 24 februari 1966  | DC                            | Antonio Segni (1959–1960)        | Segni II      |
| Fernando Tambroni (1960)       | Giulio Andreotti      | Giulio Andreotti (1919–2013)           | 15 februari 1959               | 24 februari 1966  | DC                            | Tambroni                         |               |
| Amintore Fanfani (1960–1963)   | Giulio Andreotti      | Giulio Andreotti (1919–2013)           | 15 februari 1959               | 24 februari 1966  | DC                            | Fanfani III                      |               |
| Amintore Fanfani (1960–1963)   | Giulio Andreotti      | Giulio Andreotti (1919–2013)           | 15 februari 1959               | 24 februari 1966  | DC                            | Fanfani IV                       |               |
| Giovanni Leone (1963)          | Giulio Andreotti      | Giulio Andreotti (1919–2013)           | 15 februari 1959               | 24 februari 1966  | DC                            | Leone I                          |               |
| Aldo Moro (1963–1968)          | Giulio Andreotti      | Giulio Andreotti (1919–2013)           | 15 februari 1959               | 24 februari 1966  | DC                            | Moro I                           |               |
| Aldo Moro (1963–1968)          | Giulio Andreotti      | Giulio Andreotti (1919–2013)           | 15 februari 1959               | 24 februari 1966  | DC                            | Moro II                          |               |
| Aldo Moro (1963–1968)          |                       | Roberto Tremelloni                     | Roberto Tremelloni (1900–1987) | 24 februari 1966  | 24 juni 1968                  | PSDI                             | Moro III      |
|                                | Luigi Gui             | Luigi Gui (1914–2010)                  | 24 juni 1968                   | 27 maart 1970     | DC                            | Giovanni Leone (1968)            | Leone II      |
| Mariano Rumor (1968–1970)      | Luigi Gui             | Luigi Gui (1914–2010)                  | 24 juni 1968                   | 27 maart 1970     | DC                            | Rumor I                          |               |
| Mariano Rumor (1968–1970)      | Luigi Gui             | Luigi Gui (1914–2010)                  | 24 juni 1968                   | 27 maart 1970     | DC                            | Rumor II                         |               |
| Mariano Rumor (1968–1970)      |                       | Mario Tanassi                          | Mario Tanassi (1910–2007)      | 27 maart 1970     | 18 februari 1972              | PSDI                             | Rumor III     |
| Emilio Colombo (1970–1972)     | Colombo               | Mario Tanassi                          | Mario Tanassi (1910–2007)      | 27 maart 1970     | 18 februari 1972              | PSDI                             |               |
|                                | Vito Lattanzio        | Vito Lattanzio (1926–2010)             | 29 juli 1976                   | 18 september 1977 | DC                            | Giulio Andreotti (1976–1979)     | Andreotti III |
|                                | Attilio Ruffini       | Attilio Ruffini (1925–2011)            | 18 september 1977              | 14 januari 1980   | DC                            | Giulio Andreotti (1976–1979)     | Andreotti III |
| DC                             | Attilio Ruffini       | Attilio Ruffini (1925–2011)            | 18 september 1977              | 14 januari 1980   | Andreotti IV                  | Giulio Andreotti (1976–1979)     |               |
| DC                             | Attilio Ruffini       | Attilio Ruffini (1925–2011)            | 18 september 1977              | 14 januari 1980   | Andreotti V                   | Giulio Andreotti (1976–1979)     |               |
| DC                             | Attilio Ruffini       | Attilio Ruffini (1925–2011)            | 18 september 1977              | 14 januari 1980   | Francesco Cossiga (1979–1980) | Cossiga I                        |               |
|                                | Adolfo Sarti          | Adolfo Sarti (1928–1992)               | 15 januari 1980                | 4 april 1980      | Francesco Cossiga (1979–1980) | Cossiga I                        | DC            |
|                                | Lelio Lagorio         | Lelio Lagorio (1925–2017)              | 4 april 1980                   | 4 augustus 1983   | Francesco Cossiga (1979–1980) | PSI                              | Cossiga II    |
| Arnaldo Forlani (1979–1980)    | Lelio Lagorio         | Lelio Lagorio (1925–2017)              | 4 april 1980                   | 4 augustus 1983   | Forlani                       | PSI                              |               |
| Giovanni Spadolini (1981–1982) | Lelio Lagorio         | Lelio Lagorio (1925–2017)              | 4 april 1980                   | 4 augustus 1983   | Spadolini I                   | PSI                              |               |
| Giovanni Spadolini (1981–1982) | Lelio Lagorio         | Lelio Lagorio (1925–2017)              | 4 april 1980                   | 4 augustus 1983   | Spadolini II                  | PSI                              |               |
| Amintore Fanfani (1982–1983)   | Lelio Lagorio         | Lelio Lagorio (1925–2017)              | 4 april 1980                   | 4 augustus 1983   | Fanfani V                     | PSI                              |               |
|                                | Giovanni Spadolini    | Giovanni Spadolini (1925–1994)         | 4 augustus 1983                | 17 april 1987     | PRI                           | Bettino Craxi (1983–1987)        | Craxi I       |
| Craxi II                       | Giovanni Spadolini    | Giovanni Spadolini (1925–1994)         | 4 augustus 1983                | 17 april 1987     | PRI                           | Bettino Craxi (1983–1987)        |               |
|                                | Remo Gaspari          | Remo Gaspari (1921–2011)               | 17 april 1987                  | 28 juli 1987      | DC                            | Amintore Fanfani (1987)          | Fanfani VI    |
|                                | Valerio Zanone        | Valerio Zanone (1936–2016)             | 28 juli 1987                   | 22 juli 1989      | PLI                           | Giovanni Goria (1987–1988)       | Goria         |
| Ciriaco De Mita (1988–1989)    | Valerio Zanone        | Valerio Zanone (1936–2016)             | 28 juli 1987                   | 22 juli 1989      | PLI                           | De Mita                          |               |
|                                | Mino Martinazzoli     | Mino Martinazzoli (1931–2011)          | 22 juli 1989                   | 27 juli 1990      | DC                            | Giulio Andreotti (1989–1992)     | Andreotti VI  |
|                                | Virginio Rognoni      | Virginio Rognoni (1924–2022)           | 27 juli 1990                   | 28 juni 1992      | DC                            | Giulio Andreotti (1989–1992)     | Andreotti VI  |
| DC                             | Virginio Rognoni      | Virginio Rognoni (1924–2022)           | 27 juli 1990                   | 28 juni 1992      | Andreotti VII                 | Giulio Andreotti (1989–1992)     |               |
|                                | Salvo Andò            | Salvo Andò (1945)                      | 28 juni 1992                   | 28 april 1993     | PSI                           | Giuliano Amato (1992–1993)       | Amato I       |
|                                | Fabio Fabbri          | Fabio Fabbri (1933)                    | 28 april 1993                  | 10 mei 1994       | PSI                           | Carlo Azeglio Ciampi (1993–1994) | Ciampi        |
|                                | Cesare Previti        | Cesare Previti (1934)                  | 10 mei 1994                    | 17 januari 1995   | FI                            | Silvio Berlusconi (1994–1995)    | Berlusconi I  |
|                                | Domenico Corcione     | Generaal Domenico Corcione (1929–2020) | 17 januari 1995                | 17 mei 1996       | O                             | Lamberto Dini (1995–1996)        | Dini          |
|                                | Beniamino Andreatta   | Beniamino Andreatta (1928–2007)        | 17 mei 1996                    | 21 oktober 1998   | PPI                           | Romano Prodi (1996–1998)         | Prodi I       |
|                                | Carlo Scognamiglio    | Carlo Scognamiglio (1944)              | 21 oktober 1998                | 22 december 1999  | UDR                           | Massimo D'Alema (1998–2000)      | D'Alema I     |
|                                | Sergio Mattarella     | Sergio Mattarella (1941)               | 22 december 1999               | 11 juni 2001      | PPI                           | Massimo D'Alema (1998–2000)      | D'Alema II    |
| Giuliano Amato (2000–2001)     | Sergio Mattarella     | Sergio Mattarella (1941)               | 22 december 1999               | 11 juni 2001      | PPI                           | Amato II                         |               |
|                                | Antonio Martino       | Antonio Martino (1942–2022)            | 11 juni 2001                   | 17 mei 2006       | FI                            | Silvio Berlusconi (2001–2006)    | Berlusconi II |
| Berlusconi III                 | Antonio Martino       | Antonio Martino (1942–2022)            | 11 juni 2001                   | 17 mei 2006       | FI                            | Silvio Berlusconi (2001–2006)    |               |
|                                | Arturo Parisi         | Arturo Parisi (1940)                   | 17 mei 2006                    | 8 mei 2008        | DL (2006–07)                  | Romano Prodi (2006–2008)         | Prodi II      |
|                                | Arturo Parisi         | Arturo Parisi (1940)                   | 17 mei 2006                    | 8 mei 2008        | DP (2007–08)                  | Romano Prodi (2006–2008)         | Prodi II      |
|                                | Ignazio La Russa      | Ignazio La Russa (1947)                | 8 mei 2008                     | 16 november 2011  | PdL                           | Silvio Berlusconi (2008–2011)    | Berlusconi IV |
|                                | Giampaolo Di Paola    | Admiraal Giampaolo Di Paola (1944)     | 16 november 2011               | 28 april 2013     | O                             | Mario Monti (2011–2013)          | Monti         |
|                                | Mario Mauro           | Mario Mauro (1961)                     | 28 april 2013                  | 22 februari 2014  | SC (2013–14)                  | Enrico Letta (2013–2014)         | Letta         |
|                                | Mario Mauro           | Mario Mauro (1961)                     | 28 april 2013                  | 22 februari 2014  | PpI (2014)                    | Enrico Letta (2013–2014)         | Letta         |
|                                | Roberta Pinotti       | Roberta Pinotti (1961)                 | 22 februari 2014               | 1 juni 2018       | DP                            | Matteo Renzi (2014–2016)         | Renzi         |
| Paolo Gentiloni (2016–2018)    | Roberta Pinotti       | Roberta Pinotti (1961)                 | 22 februari 2014               | 1 juni 2018       | DP                            | Gentiloni                        |               |
|                                | Elisabetta Trenta     | Elisabetta Trenta (1967)               | 1 juni 2018                    | 5 september 2019  | M5S                           | Giuseppe Conte (2018–2021)       | Conte I       |
|                                | Lorenzo Guerini       | Lorenzo Guerini (1966)                 | 5 september 2019               | 22 oktober 2022   | DP                            | Giuseppe Conte (2018–2021)       | Conte II      |
| Mario Draghi (2021–2022)       | Lorenzo Guerini       | Lorenzo Guerini (1966)                 | 5 september 2019               | 22 oktober 2022   | DP                            | Draghi                           |               |
|                                | Guido Crosetto        | Guido Crosetto (1963)                  | 22 oktober 2022                | heden             | FdI                           | Giorgia Meloni (sinds 2022)      | Meloni        |